# Cosecans²-Diagramm

Das Cosecans²-Diagramm: die praktische Form des Cosecans²-Diagramms in der Grafik stammt von einem Radargerät der SRE-M-Familie.

Antennen mit einem Cosecans²-Diagramm sind besondere Antennenbauformen, die besonders für Rundsuch-Radargeräte geeignet sind. Sie erlauben eine situationsangepasste Strahlungsverteilung und kommen den Vorstellungen einer idealen Raumabtastung näher als beispielsweise Antennen mit einem Fächer-Diagramm.
Im Idealfall bewirkt eine cosec²-Charakteristik, dass ein Flugziel, welches sich mit gleich bleibender Höhe auf die Antenne zu- oder von ihr wegbewegt, ein Echo mit konstanter Amplitude am Empfängereingang liefert.

## Invertiertes Cosecans²-Diagramm

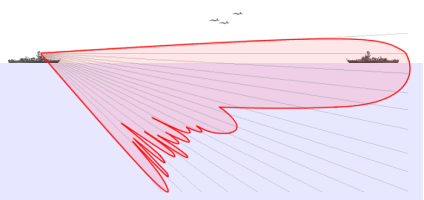
Ein invertiertes Cosecans²-Diagramm, verwendet für ein Vessel-Traffic-System-Radar.

Wenn Ziele auf dem Erdboden oder auf dem Wasser geortet werden sollen, wird meist eine Inverse Cosecans²-Antenne verwendet. Das ist eine Cosecans²-Antenne, deren Cosecans²-Antennendiagramm um 180° gedreht (also auf den Kopf gestellt) ist. Dadurch wird ein der Erdoberfläche angeschmiegtes vertikales Antennendiagramm erzielt, welches eine bevorzugte Auffassung von Objekten am Boden bewirkt, während hochfliegende Ziele ignoriert werden. Diese Antennen werden von Flugfeldüberwachungsradargeräten, vom Küstenschutzradar und von einigen Schiffsradargeräten verwendet.

## Stacked-Beam-Cosecans²-Diagramm

Prinzip einer Stacked-Beam-Cosecans²-Antenne

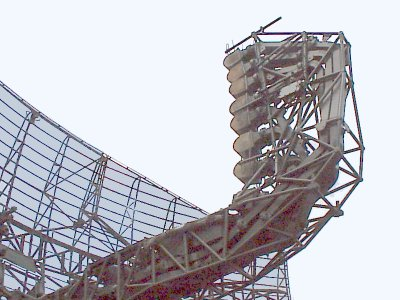
Nach Höhenwinkeln gestaffelte Hornstrahler eines Stacked-Beam-Radargerätes (hier: P-40 (Long Track))

Bei einer Stacked Beam Cosecans² - Antenne wird ein Reflektor durch mehrere übereinander angebrachte Primärstrahler angestrahlt. Jeder Primärstrahler strahlt bereits gerichtet ab. Verteilt man die Sendeleistung ungleichmäßig auf die einzelnen Strahler, so nähert sich die Antennencharakteristik in der Summe der Einzeldiagramme der Cosecans²- Charakteristik an.
Wird für jeden Primärstrahler auch ein eigener Empfangskanal verwendet, kann auch eine Höhenzuordnung erfolgen, da nun einzelne Flugziele einzelnen Beams zugeordnet werden können.